# Tim Howard (Hockeyspieler)
Timothy „Tim“ Desmond Howard (* 23. Juni 1996 in Wakerley, Brisbane, Queensland) ist ein australischer Hockeyspieler, der mit der australischen Hockeynationalmannschaft 2018 Weltmeisterschaftsdritter war, 2021 erhielt er die olympische Silbermedaille.

## Sportliche Karriere
2014 nahm Howard an den Olympischen Jugendspielen in Nanjing teil und gewann mit der australischen Mannschaft den Titel. 2016 spielte Tim Howard bei der Juniorenweltmeisterschaft, dort verloren die Australier das Spiel um den dritten Platz gegen die deutschen Junioren.
Der Verteidiger debütierte 2017 in der Nationalmannschaft. Er absolvierte bis zum 8. Februar 2025 140 Länderspiele.
Ende 2018 fand im indischen Bhubaneswar die Weltmeisterschaft 2018 statt. Die australische Mannschaft unterlag den Niederländern im Halbfinale nach Penaltyschießen. Im Spiel um den dritten Platz bezwangen die Australier die englische Mannschaft mit 8:1. Tim Howard nahm an allen sechs Spielen teil und erzielte im Halbfinale sein einziges Tor im Turnierverlauf. Bei den Olympischen Spielen in Tokio gewannen die Australier ihre Vorrundengruppe und entschieden im Viertelfinale das Penaltyschießen gegen die Niederländer für sich. Nach einem Halbfinalsieg über die deutsche Mannschaft unterlagen die Australier im Finale den Belgiern im Penaltyschießen. Howard wirkte in allen acht Spielen mit.
2022 gewann Howard mit dem australischen Team bei den Commonwealth Games in Birmingham. Er war in allen sechs Spielen dabei, erzielte aber kein Tor. Bei der Weltmeisterschaft 2023 in Bhubaneswar gewannen die Australier im Viertelfinale gegen die spanische Mannschaft und verloren im Halbfinale gegen die Deutschen. Das Spiel um Bronze entschieden die Niederländer mit 3:1 für sich. Howard war in allen Spielen dabei. Bei den Olympischen Spielen 2024 in Paris gehörte Howard zum erweiterten Kader, wurde aber nicht eingesetzt.